# Ванила Айс
Робърт Матю Ван Винкъл (на английски: Robert Matthew Van Winkle), известен с псевдонима си Ванила Айс (Vanilla Ice), е първият американски комерсиално успешен бял рап изпълнител.
Сингълът му „Ice Ice baby“ отива на върха на повечето от класациите през 1989 и остава №1 за 16 седмици, както и албумът му „To The Extreme“, който е продаден в над 11 милиона копия по целия свят.

## Ранни години
Винкъл е роден в Далас, Тексас на 31 октомври 1967 г. Никога не е знаел кой е биологичният му баща. Когато е на 4 години, майка му се развежда, и след това израства в чести премествания между Далас и Маями, където е работел пастрокът му.
Още от малък започва да харесва рап и поезия. На 13 г. започва курсове по брейк данс и там негов приятел от групата го нарича с прякора Vanilla, защото е единственият бял сред другите от групата. По-късно започва да рапира в училище и нощни клубове. Когато предлагат по-добра работа на втория му баща, семейството им се връща в Тексас, където се записва в училище, но за кратко време, защото бива отстранен.

## Музикална кариера
Талантът на Ванила Айс е забелязан в нощен клуб през 1987 година, след което подписва първия си договор с Ichiban Records в края на 1989 г. Дебютният му албум успява да продаде 48 000 копия. Play That Funky Music е първият сингъл от албума заедно с песента Ice Ice Baby, която по късно става хит на 90-те. Tommy Quon забелязва песента и влага 8000 долара за създаването на видео към песента. През май 1990 година подписва договор с SBK Records, става доста популярен, дори през същата година започва любовната си връзка със Madona, която трае 8 месеца. След неговия пробив в началото на 90-те, той създава още 10 албума и участва в няколко филма.

## Личен живот
Жени се през 1997 г., има 2 дъщери. Страстта му е мотокроса, тъй като преди да стане рапър е бил състезател по мотокрос. В автобиографията си той разказва, че рапът и брейк денсът за него са били повече като хоби, но си счупва коляното и се отказва от мотокроса. Той е вегетарианец.
Ванила Айс е имал доста критици и е бил доста провокиран поради факта, че е бял рапър. По-късно, по времето на връзката си с Мадона, той се пристрастява към хероин. След раздялата си с нея започва все повече да употребява хероин като през 1994 година изпада в депресия и прави опит за самоубийство чрез свръх доза хероин и екстази, но бива спасен от своя приятел.

## Дискография
- Hooked (1989)
- To the Extreme (1990)
- Extremely Live (1991), Live
- Mind Blown (1994)
- Hard To Swallow (1998)
- The Best Of Vanilla Ice (1999)
- Bi-Polar (2001)
- Hot Sex (2003)
- Platinum Underground (2005)
- Vanilla Ice Is Back! (2008)
- WTF – Wisdom, Tenacity & Focus (2011)
- Untitled Psychopathic Album (2013)

## Филми
- Teenage Mutant Ninja Turtles II (1991 год)
- Cool As Ice (1991)
- The New Guy (2002)
- The Helix... Loaded (2005 год)
- That's My Boy (2012)